# Лагундо
Лагу̀ндо (на италиански: Lagundo; на немски: Algund, Алгунд) е малко градче и община в Северна Италия, автономна провинция Южен Тирол, автономен регион Трентино-Южен Тирол. Разположено е на 350 m надморска височина. Населението на общината е 4848 души (към 2010 г.).

## Език
Официални общински езици са и италианският и немският. Най-голямата част от населението говори немски. В общината се говори и други романски език, ладинският.
| %     | Роден език      |
| 14,58 | Италиански език |
| 85,17 | Немски език     |
| 0,25  | Ладински език   |